# 阿图尔·尼亚佐夫
阿图尔·尼亚佐夫（1993年8月30日—），哈薩克男子羽毛球運動員。

## 簡歷
2018年2月，阿图尔·尼亚佐夫出戰烏干達羽毛球國際賽，與德米特里·帕纳林合作贏得男子雙打比賽冠軍。

## 主要比賽成績
只列出曾進入準決賽的國際賽事成績：
| 年份   | 賽事                   | 公開賽級別 | 項目     | 拍檔                    | 成績   |
| ------ | ---------------------- | ---------- | -------- | ----------------------- | ------ |
| 2018年 | 烏干達羽毛球國際賽     | 國際系列賽 | 男子雙打 | 德米特里·帕纳林         | 冠軍   |
| 2018年 | 立陶宛羽毛球國際賽     | 未來系列賽 | 男子雙打 | 德米特里·帕纳林         | 準決賽 |
| 2018年 | 蒙古國羽毛球國際賽     | 國際系列賽 | 男子雙打 | 德米特里·帕纳林         | 準決賽 |
| 2018年 | 哈薩克羽毛球國際賽     | 國際系列賽 | 男子單打 | －                      | 亞軍   |
| 2018年 | 哈薩克羽毛球國際賽     | 國際系列賽 | 男子雙打 | 德米特里·帕纳林         | 冠軍   |
| 2018年 | 哈薩克羽毛球國際賽     | 國際系列賽 | 混合雙打 | 维洛尼卡·索罗金娜       | 準決賽 |
| 2019年 | 烏干達羽毛球國際賽     | 國際系列賽 | 男子雙打 | 德米特里·帕纳林         | 準決賽 |
| 2019年 | 哈薩克羽毛球國際賽     | 國際系列賽 | 混合雙打 | Olga Ivashchenko        | 亞軍   |
| 2021年 | 博茨瓦納羽毛球國際賽   | 未來系列賽 | 男子雙打 | 德米特里·帕纳林         | 亞軍   |
| 2021年 | 博茨瓦納羽毛球國際賽   | 未來系列賽 | 混合雙打 | Aisha Zhumabek          | 亞軍   |
| 2022年 | 博茨瓦納羽毛球國際賽   | 未來系列賽 | 男子雙打 | 德米特里·帕納林         | 冠軍   |
| 2023年 | 哈薩克羽毛球國際系列賽 | 國際系列賽 | 男子雙打 | Khaitmurat Kulmatov     | 準決賽 |
| 2023年 | 哈薩克羽毛球國際系列賽 | 國際系列賽 | 混合雙打 | Nargiza Rakhmetullayeva | 準決賽 |

| 2007-2017年 | 首要超級賽 | 超級賽 | 黃金大獎賽 | 大獎賽 | 國際挑戰賽 | 國際系列賽 | 未來系列賽 | 其他 |

| 2018-2026年 | 總決賽 | 超級1000賽 | 超級750賽 | 超級500賽 | 超級300賽 | 超級100賽 | 國際挑戰賽 | 國際系列賽 | 未來系列賽 | 其他 |